# 大蜜蜂'91
《大蜜蜂'91》是一款由南梦宫製作及發行的Game Gear固定射擊遊戲，於1991年10月25日在日本、1993年8月在歐洲推出，是小蜜蜂系列首款登上掌上遊戲機的作品。玩家在遊戲中將操控宇宙戰鬥機閃避攻擊，在外星種族「大蜜蜂」（ギャラガ）佔領地球之前將其消滅。
本作大致基於1987年首發的《大蜜蜂'88》及其PC Engine移植版本《大蜜蜂'90》；在遊戲開發過程中，南夢宮得到了Now Production的協助。輿論普遍讚譽《大蜜蜂'91》豐富多彩的視覺表現和遊戲性，以及其針對硬體而作的設計調整；部分評論者則認為Game Gear狹小的螢幕使遊戲難以遊玩。

## 遊戲玩法

《大蜜蜂'91》遊戲畫面截圖，圖中敵機正在組成編隊

《大蜜蜂'91》是一款清版射击游戏。玩家在遊戲中將操控銀河聯邦宇宙軍派遣的宇宙戰鬥機，驅逐企圖佔領地球的外星種族「大蜜蜂」（ギャラガ）。遊戲共有11關，難度逐步上升；最後一關並將出現巨大的頭目。
玩家的目標是摧毀所有自螢幕上方向下襲來的敵機；與其他小蜜蜂系列作品中相同，這些敵機會進行俯衝轟炸，在向玩家射擊的同時將企圖碰撞玩家所操控的戰機。玩家可以用方向鍵左右移動戰機，按1鍵則可發射導彈。敵方編隊頂部有四隻「頭目大蜜蜂」（ボス・ギャラガ），需要兩發導彈才能擊毀；有時候，頭目機在進行俯衝轟炸時還會發射牵引光束吸取並俘虜玩家的戰機，將其帶回敵方編隊頂部，此時玩家即損失一次生命。不過，玩家若能在俘虜戰機的頭目機下一次俯衝轟炸時將其擊毀，便能取回被俘虜的戰機組成「雙重戰機」（デュアル・ファイター）協力攻擊（此時按2鍵可發射威力較強的加農炮），惟碰撞箱亦將加倍；玩家不能於頭目機仍在敵方編隊頂部時向其射擊，否則被俘虜的戰機將變成敵人與玩家作對。
本作的第三關和第六關為獎勵關卡「那是銀河之舞」（THAT'S GALACTIC DANCIN'），關卡中進行俯衝的敵機不會攻擊；玩家可以盡情射擊以獲得獎勵分數，若將全部敵機擊毀還有額外的獎勵分數。另外，本作部分關卡會垂直滾動，玩家要持續迎擊襲來的敵機與其他物體。

## 開發及發售
《大蜜蜂'91》由南梦宫製作及發行，Now Production提供協助；Now Production此前曾與南夢宮合作移植數款街機遊戲。本作是小蜜蜂系列首款登上掌上遊戲機的作品，其架構及遊戲玩法大致基於1987年首發的《大蜜蜂'88》及其PC Engine移植版本《大蜜蜂'90》，不過實際內容則經過重新打造。《大蜜蜂'91》於1991年10月25日在日本推出，以南夢宮的消費市場電子遊戲下屬品牌Namcot的名義發行，售價為3,500日圓；為推廣本作，南夢宮還推出了一款同名的掌上電子遊戲。1993年8月，《大蜜蜂'91》以《大蜜蜂2》之名在歐洲推出，發行商為世嘉。此名稱產生了一些混淆：一來《大蜜蜂》本身是《小蜜蜂》的續作，二來《大蜜蜂》續作《Gaplus》的街機改裝套件名為《大蜜蜂3》，再來恩騰產業1981年發行過一款掌上電子遊戲《小蜜蜂2》，此外在日本還有一款名為《小蜜蜂3》的光枪射击游戏。

## 評價
| 媒体               | 得分   |
| ------------------ | ------ |
| ACE                | [ 11 ] |
| 电脑与电子游戏     | 84/100 |
| Fami通             | 20/40  |
| Beep! Mega Drive   | 3.5/5  |
| Joystick           | 90/100 |
| Mean Machines SEGA | 85%    |

輿論認為《大蜜蜂'91》與Game Gear非常契合。《电脑与电子游戏》的提姆·布恩（Tim Boone）讚譽本作對《大蜜蜂'88》的精準摹寫，稱本作為Game Gear帶來「相當不錯的衝擊」；《Joystick》的讓-馬克·德莫利（Jean-Marc Demoly）和《ACE》的一名作者與布恩有相似觀點，他們皆享受遊戲的簡潔性。本作的視覺表現普遍獲得好評：德莫利欣賞遊戲的精灵图動畫，《Mean Machines SEGA》的一名評論者則認為視覺表現是本作的長處之一。輿論亦讚譽本作精心設計、有趣的遊戲歷程，《Mean Machines SEGA》的評論者稱其為Game Gear遊戲陣容帶來「良好衝擊」。不過，並非所有人皆持正面評價：《Beep! Mega Drive》的一名作者感覺Game Gear狹小的螢幕增加了躲避敵人攻擊的難度，且讓內容顯得擁擠；《ACE》則認為雖然本作受限於Game Gear的螢幕尺寸，不過仍是一款有趣的遊戲。本作在1995年《SEGA Saturn Magazine》刊載的最後一次「Game Gear軟體讀者評分單元」（GGソフト読者レース）中名列第18名。
在2006年的一篇回顧報導中，《Retro Gamer》的斯圖亞特·坎貝爾（Stuart Campbell）賞識《大蜜蜂'91》奠基於Game Gear硬體與續航力的設計，感覺本作在長途旅行中涵有「令人上癮的小炸裂」，是一款優質的Game Gear遊戲。4Gamer.net的一位作者則在2020年一篇關於Namcot的回顧報導中簡要地介紹了本作，將其與《大蜜蜂》红白机版本及其SG-1000移植版本《世嘉大蜜蜂》作了比較，發現本作相較前者毫不遜色，而相較後者更是有了「卓越升級」。該作者進一步表示，除了螢幕解析度的問題以外，本作堪稱為《大蜜蜂》的充實更新。